# Бортолай, Жан-Жак
Жан-Жак Бортолай (фр. Jean-Jacques Bortolaï; известный также как Жан-Жак (фр. Jean Jacques); род. 17 ноября 1956) — участник Евровидения 1969, прославившийся тем, что на момент участия в Евровидении ему было всего 12 лет. Он является одним из самых молодых певцов Евровидения за всю его историю.

## Евровидение 1969
На песенном конкурсе он представлял Монако с песней «Maman, maman». В песне повествование велось от имени молодого человека, сравнивающего свою юность, которую он провёл со своей матерью, с «чудесным сном», и желающего навсегда остаться в этом «сне». Композиция получила 11 баллов и финишировала шестой.
Всего юный исполнитель записал четыре версии этой песни — на немецком, французском, испанском и итальянском языках.

## Дальнейшая жизнь и карьера
После Евровидения Бортолай участвовал в 45 гастрольных турах и успел выпустить два мини-альбома.
Повзрослевший Жан-Жак Бортолай не стал связывать свою карьеру с музыкальным искусством. Сейчас он проживает в Тулоне и работает тренером местной регбийной команды. Женат, имеет двоих детей.

## Дискография

### Мини-альбомы
- Maman (1969)
- Comme vous (1969)